# 千知波幸治
千知波 幸治（ちぢわ こうじ、1892年（明治25年）11月25日 - 1951年（昭和26年）8月22日）は、大日本帝国陸軍軍人。最終階級は陸軍少将。

## 経歴・人物
熊本県出身。1914年（大正3年）陸軍士官学校第26期卒業、陸軍歩兵少尉に任官。のち1923年（大正12年）陸軍大学校に入校し、1926年（大正15年）同校第38期卒業。1938年（昭和13年）7月1日に留守第10師団参謀長を経て、同月15日に陸軍歩兵大佐に昇進する。さらに翌年の1939年（昭和14年）第10師団参謀長を経て、1941年（昭和16年）陸軍少将・第10歩兵団長（関東軍、第10師団）に任ぜられ、佳木斯に駐屯。その後、1942年（昭和17年）留守第3師団兵務部長、1943年（昭和18年）留守第3師団司令部附、1944年（昭和19年）壱岐要塞司令官を歴任し、終戦を迎えた。